# Großer Florenberg
Der Große Florenberg – alternativ Florenberg genannt – ist ein 465,0 Meter hoher Berg im Pfälzerwald.

## Geographie

### Lage
Der Berg befindet sich auf der Gemarkung der Ortsgemeinde Fischbach bei Dahn. Er erstreckt sich vom Zollstocksattel bis zum Bayerischen Windstein. Die deutsch-französische Grenze verläuft etwa einen halben bis anderthalb Kilometer südlich. An seinem Nordfuß erstreckt sich der Fischbacher Ortsteil Petersbächel. An dessen südlichem Siedlungsende liegt eine Straße mit der Bezeichnung Am Florenberg.

### Naturräumliche Zuordnung
1. Großregion 1. Ordnung: Schichtstufenland beiderseits des Oberrheingrabens
2. Großregion 2. Ordnung: Pfälzisch-saarländisches Schichtstufenland
3. Großregion 3. Ordnung: Pfälzerwald
4. Region 4. Ordnung (Haupteinheit): Wasgau
5. Region 5. Ordnung: Dahner Felsenland

## Charakteristika
Der Große Florenberg ist ein langgezogener Rückenberg. Er ist vollständig bewaldet, wobei Mischwald dominiert.
Mit dem Aussichtsfelsen „Bayerischer Windstein“, der einen Panoramablick nach Süden und Westen ermöglicht, dem Florenbergtürmchen unweit des Petersbächeler Siedlungsgebiets und der Ostersäule am Südosthang existieren am Berg drei Felsformationen.

## Tourismus
Im Umkreis von etwa zwei Kilometern befinden sich – bereits auf französischer Seite – mehrere Felsenburgen wie Burg Wasigenstein und Burg Lützelhardt. Der Berg selbst ist auf markierten Wanderwegen erreichbar, der Gipfel selbst jedoch nicht. Potentieller Ausgangspunkt für Wanderungen sind Parkplätze in Petersbächel.